# Eastern Shore Railway Museum
Das Eastern Shore Railway Museum befindet sich in der 18568 Dunne Avenue, Parksley, Virginia, Vereinigte Staaten. Das Museum stellt historische Schienenfahrzeuge und Ausrüstung aus. Das Museum enthält auch einen restaurierten Bahnhof mit Eisenbahnen, die an der Ostküste von Virginia betrieben wurden.